# Advance Australia Fair
Advance Australia Fair é o hino nacional da Austrália, composto por Peter Dodds McCormick no fim do século XIX.
O hino foi introduzido oficialmente em 1984 após um referendo de 1977 e substitui o hino anterior God Save the Queen (Reino Unido).
A letra do hino mudou em 1 de janeiro de 2021 para homenagiar as comunidades indígenas, substituindo-se a palavra "young" na segunda linha por "one". A frase “somos jovens e livres” é substituída por “somos unidos e livres”, como reconhecimento das injustiças históricas cometidas durante o período colonialista.